# Nyabwa

Der erste Vers des Genesis I in Nyabwa

Die Nyabwa-Sprache (oder auch Nyaboa genannt) ist eine Sprache der Elfenbeinküste. Sie gehört zu den Kru-Sprache.
1993 sprachen noch rund 43.000 Personen Nyabwa. Seither sinkt die Sprecherzahl stetig, da bisherige Sprecher des Nyabwa oft die Amtssprache Französisch, die einzige Amts- und Unterrichtssprache des Landes, als Alltagssprache übernehmen.